# Andréi Tanasevich
Andréi Víktorovich Tanásevich (translitera al cirílico ruso: Андрей Викторович Танасевич) (abreviado en biología Tanasevitch) es un aracnólogo ruso nacido el 8 de octubre de 1956 en Moscú.
Es un especialista en las arañas de la familia Linyphiidae de la región paleártica.

## Taxones nombrados en su honor
- Diphya tanasevitchi (Zhang, Zhang & Yu, 2003)
- Succiphantes tanasevitchi Wunderlich, 2004
- Trachelas tanasevitchi Marusik & Kovblyuk, 2010

## Taxones descritos
| - Abiskoa - Acartauchenius monoceros - Acartauchenius asiaticus - Allotiso lancearius - Anguliphantes - Araeoncus clavatus - Araeoncus vorkutensis - Archaraeoncus - Arcuphantes chinensis - Ascetophantes asceticus - Asthenargus conicus - Bisetifer cephalotus | - Bolyphantes sacer - Bolyphantes supremus - Caucasopisthes procurvus - Claviphantes - Collinsia tianschanica - Crispiphantes - Decipiphantes - Eldonnia - Epibellowia - Epigyphantes epigynatus - Epigytholus tuvensis - Episolder finitimus |

## Abreviatura (zoología)
La abreviatura Tanasevitch  se emplea para indicar a Andréi Tanasevich como autoridad en la descripción y taxonomía en zoología.